# 斯通縣 (密西西比州)
斯通縣（英語：Stone County）是美國密西西比州南部的一個縣。面積1,160平方公里。根据美國2000年人口普查，共有人口13,622人。縣治威金斯（Wiggins）。
成立於1916年4月3日。縣名紀念密西西比州州長、密西西比州農工學院（密西西比州立大學前身）校長約翰·馬歇爾·斯通 （John Marshall Stone）。